# پرده مشیمی
پردهٔ مَشیمی یا تلای کوریوئید (انگلیسی: Tela choroidea) ناحیه‌ای از شامگان نرم‌شامه است که به اپاندیم زیرین می‌چسبد و به شبکه مشیمی در هر کدام از دستگاه‌های بطنی مغز منشأ می‌دهد.
تلا در زبان لاتین به معنی بافته شده‌است و برای توصیف یک غشاء یا لایه شبیه به تار عنکبوت استفاده می‌شود.
پرده مشیمی بخش بسیار نازکی از بافت همبند سست نرم‌شامه (پیا ماتر) است که روی اپاندیم قرار دارد و تنگاتنگ به آن می‌چسبد. این بخش دارای خونرسانی غنی است. اپاندیم و مویرگ نرم‌شامه - تلای کوریوئید - مناطقی از برجستگی‌های کوچک به نام شبکه مشیمی را تشکیل می‌دهند که به داخل هر بطن مغز برجسته می‌شوند.
شبکه مشیمی (کوروئید) بیشتر مایع مغزی-نخاعی دستگاه عصبی مرکزی را که در بطن‌های مغز، مجرای مرکزی طناب نخاعی طناب نخاعی و شامگان گردش می‌کند، تولید می‌کند.
پرده مشیمی در بطن‌ها از قسمت‌های مختلف صفحهٔ سقف در رشد رویان جانوری تشکیل می‌شود.

## ساختار

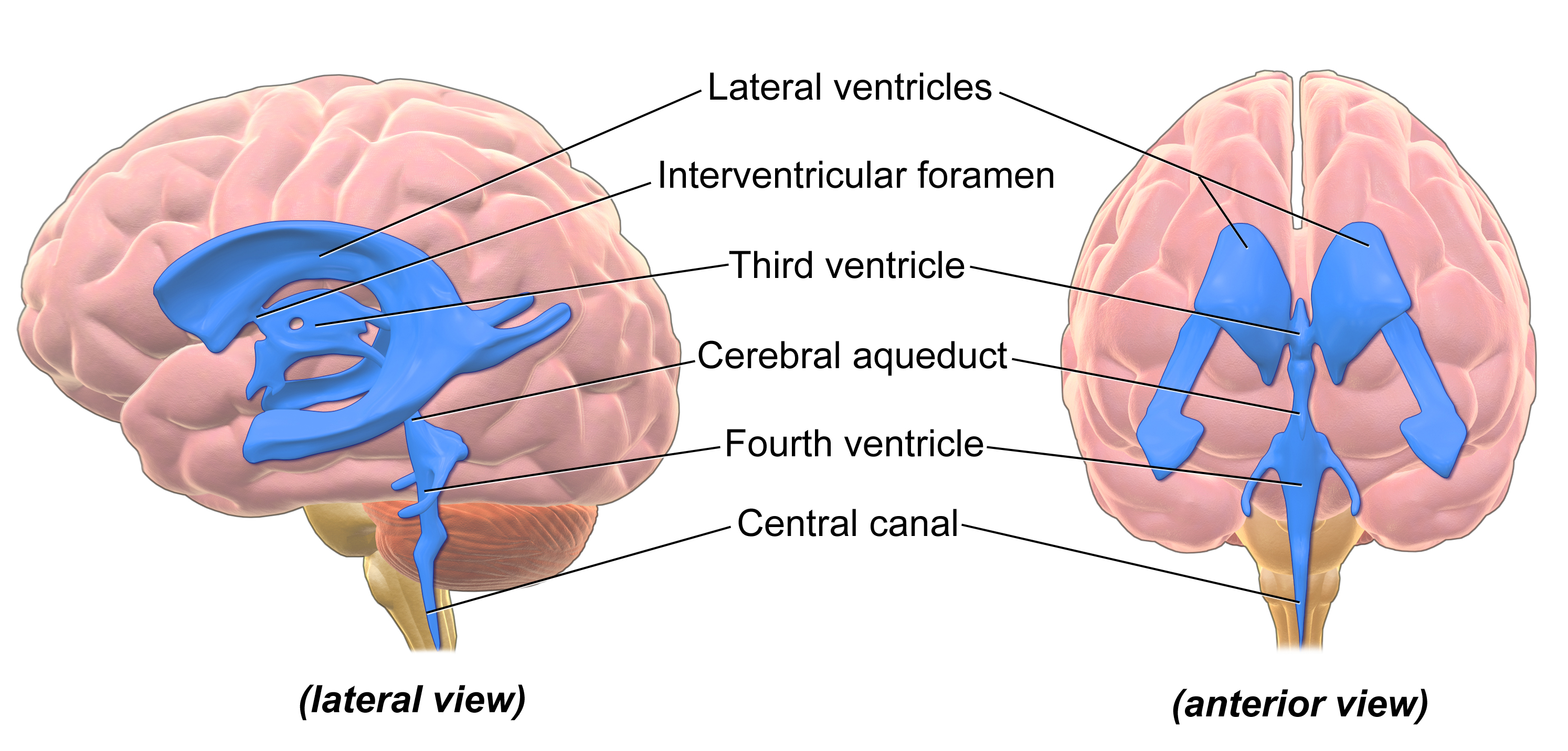
بطن‌های مغز

در بطن‌های طرفی، پرده مشیمی (یک چین دو لایه از نرم‌شامه و اپاندیم) شکاف مشیمی را ایجاد می‌کند. شکاف مشیمی (کوروئید) C شکل است، بین مثلث مغزی و تالاموس در بدن بطن، و بین نوار انتهایی و لبه‌های هیپوکامپی در بطن‌های طرفی قرار دارد، و محل اتصال حواشی شبکه مشیمی است.
در شکاف مشیمی بطن‌های جانبی، پرده مشیمی یک برآمدگی جانبی از پرده مشیمی از بطن سوم است.
در بطن سوم، پرده مشیمی سقف بطن را تشکیل می‌دهد. دو لبه عروقی از چین پایینی به داخل سقف کشیده شده و شبکه مشیمی را تشکیل می‌دهند.
پرده مشیمی بطن چهارم (که به عنوان «لاملای مثلثی» نیز شناخته می‌شود) یک لایه دوگانه از نرم‌شامه و اپاندیم است که بین مخچه و قسمت پایینی سقف بطن چهارم قرار دارد. این دو لایه در جلو با همدیگر پیوسته هستند و عمدتاً در سراسر چسبنده هستند. لایه قدامی چین، حاوی حاشیه‌های عروقی است که شبکه مشیمی را تشکیل می‌دهند. لایه قدامی در زیر با نرم‌شامه روی دنباله مخچه‌ای تحتانی و قسمت بسته بصل النخاع ادامه می‌یابد. «لایه خلفی» سطح قدامی تحتانی مخچه را می‌پوشاند.
مژک روی اپاندیم‌ها برای گردش مایع مغزی نخاعی حرکت می‌کنند. این مژک‌ها به‌طور غیرمعمولی پرتعداد هستند.

## خون‌رسانی

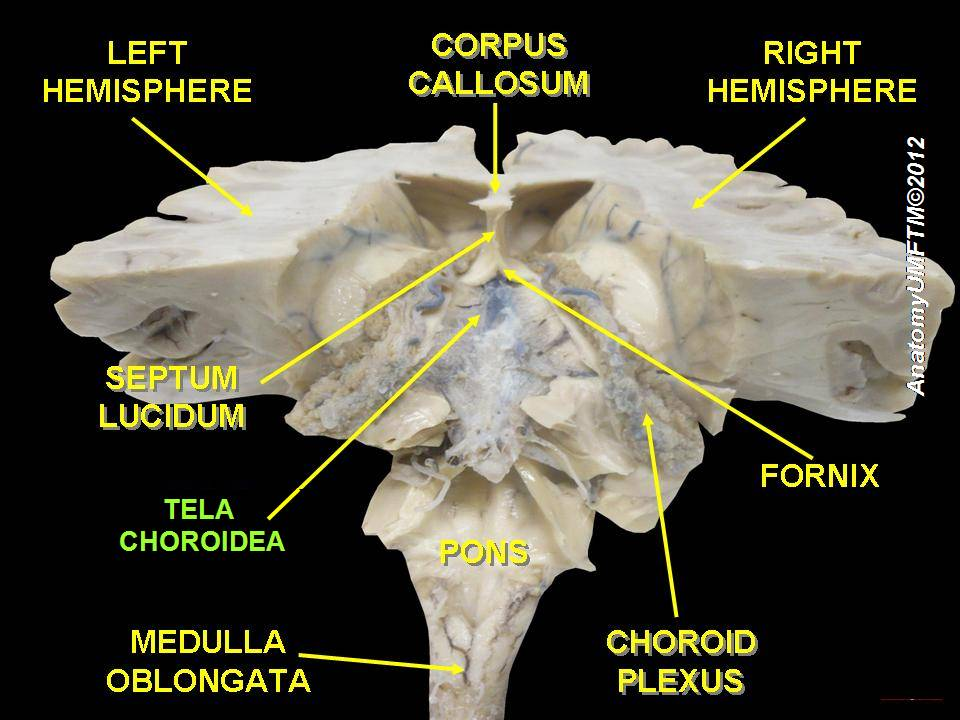
تلا کوریوئیده

خون‌رسانی شبکه مشیمی از طریق سرخرگ مخچه‌ای تحتانی خلفی است.
بطن‌های جانبی همچنین حاوی سیاه‌رگ‌های مخ داخلی راست و چپ (که شبکه مشیمی را تخلیه می‌کنند) در سقف آن هستند (دو رگ به هم متصل می‌شوند و سیاهرگ بزرگ مغزی را تشکیل می‌دهند).
شریان‌های حامل خون به شبکه مشیمی عبارتند از:
- سرخرگ مغزی پیشین (شاخه‌ای از سرخرگ کاروتید داخلی)
- سرخرگ مغزی پسین (شاخه‌ای از سرخرگ مخچه‌ای خلفی)

سرخرگ مغزی پسین به سمت جلو در زیر طحال جسم پینه‌ای جریان می‌یابد و تلا کوریوئیده بطن سوم و شبکه مشیمی را تأمین می‌کند.